# سيث ورلي
سيث ورلي (بالإنجليزية: Seth Worley)‏ هو مخرج أمريكي، ولد في 26 أبريل 1984 في ناشفيل في الولايات المتحدة.

## وصلات خارجية
- سيث ورلي على موقع IMDb (الإنجليزية)
- سيث ورلي على موقع قاعدة بيانات الفيلم (الإنجليزية)